# Втора пуническа война
Втората пуническа война е военен конфликт, разгорял се в края на III век пр.н.е. (218  – 202 пр.н.е.), с основни противници Римската република и Пунически Картаген. Представлява част от Пуническите войни и се води с променлив успех за двете страни, но завършва решително в полза на Рим. Най-забележителна е с постижението на картагенския пълководец Ханибал (Анибал Барка) с невероятна и героична обходна маневра да пренесе военните действия в континенталната част Италия, както и с това, че въпреки многобройните си неблагополучия там римляните накрая печелят войната.

## Начало на войната
Римският военен план предвижда нападение срещу картагенските владения в Испания (на Пиринейския полуостров), а от Сицилия - срещу Северна Африка. Той е осуетен от неочакваната атака на Ханибал, който преминава Пиренеите и Алпите с 50 000 пехотинци, 9000 конници и 37 бойни слона. Келтите също се присъединяват към него. Все пак в сражения Анибал губи много хора и след идването ѝ в Северна Италия войската му се стопява до 26 000 души. В това време, с друга армия Хаздрубал, брат на Ханибал, защитава Испания. Консулът Публий Корнелий Сципион изпраща там брат си Гней Корнелий Сципион Калв, а сам се връща от района на река Рона обратно в Италия, където е разбит от Ханибал през есента на 218 пр.н.е. при река Тицин (Тесин).
Върналият се от Сицилия консул Тиберий Семпроний Лонг и Сципион губят и Битката при река Требия през декември 218 г. пр.н.е. През 217 г. консулът Гай Фламиний търпи особено тежко поражение - в Битката при Тразименското езеро - това води до провъзгласяване на влиятелния аристократ (патриций) Квинт Фабий за диктатор. Той води само предпазливи военни действия, поради което му е прикачен прякорът Мудния/Изчакващия (Кунктатор).

## Ханибал пред портите
През 216 пр.н.е. се води Битката при Кана, завършила с най-тежкото военно поражение в римската история. Картагенската конница обкръжава римската войска, избити са около 50 000 от 86 000 римски войници. Сега вече Ханибал очаква римските пратеници да молят за мир, но това не се случва. Армията му минава през покрайнините на Рим, в който царят ужас и страх. Обаче уморените и относително малобройни пуни, които и нямат нужната подготовка и съоръжения за обсада и атака на града, не го нападат, макар че по това време е останал почти без защитници (предполага се, че нападателите биха имали шанс при съотношение 3:1 в тяхна полза). Оттогава е останал изразът "Ханибал пред портите." ( „Hannibal annte portas“).

В резултат на тези събития Капуа, самнитите, луканите и брутиите се отцепват от Римската република, а римляните възобновяват отбранителната си политика (стратегия на изтощаване, обграждане и изолиране на противника, препоръчвана от Фабий, наречен занапред Максим, т.е. Най-велик/Превъзходен - поради доказалата се в последвалите събития нейна успешност). След победата при Кана, Ханибал изпраща до Картаген малка, но особено ценна плячка-торба с пръстени, взети от убитите аристократи край Кана, които брат му Магон изсипва пред суфета, като доказателство за успеха на пуническата армия и отправя искане да бъдат й изпратени подкрепления, но безрезултатно. През зимата Ханибал разквартирува (настанява) войските си в Кампания, но е принуден да се откаже от настъпателни действия поради недостатъчната подкрепа от страна на властите в Картаген.

## По-късни военни действия
През 215 пр.н.е. Ханибал се съюзява с Филип V Македонски (чието настъпление срещу Илирия се проваля). Същата година, след смъртта на сиракузкия цар и римски съюзник Хиерон II, в Сицилия наследникът му също се съюзява с Картаген; следва 2-годишна римска обсада на Сиракуза под командването на консула Марцел. Отбраната се води със защитни средства, конструирани от учения Архимед, но през 212 пр.н.е. градът е превзет и разграбен от римляните. Те си възвръщат Сицилия, а през 210 пр.н.е. картагенците я напускат. Освен това през 212 г. пр.н.е. Ханибал завзема Тарент, което води до отцепването на гръцките полиси по южното италианско крайбрежие. Той постига победа и при Капуа. Също тогава Рим се коалира с Етолийския съюз в борбата срещу Филип V Македонски; през 211 г. пр.н.е. към съюза се присъединяват и Елида, Месена и Спарта, а през 209 г. в коалицията влиза и царят на Пергам – Атал I. Съюзът получава завладените територии, а римляните - плячката.
Първата морска победа на братята Сципион при устието на река Ебро в Испания и превземането на град Сагунт са последвани от победа над Хаздрубал, чийто опит за пробив към Италия е осуетен. Римляните достигат река Бетис (Гуадалкивир) и сключват съюз срещу Картаген с царя на западните нумидийци Сифакс през 212 г. пр.н.е.
През 211 г. Капуа е обсадена и превзета от римляните. От своя страна Ханибал напада неуспешно Рим и Капуа става обща земя. В Испания Сципионите търпят поражение от Хаздрубал и нумидийския цар Масиниса. Там е изпратен Публий Корнелий Сципион – 25-годишен, с правомощия на консул. През 209 г. той превзема Нови Картаген. След свързания с тежки загуби пробив при Бекула през 208 г. Хаздрубал тръгва за Италия, което принуждава Рим да изтегли войските си от Гърция.
През 207 пр.н.е. в Битката при река Метавър, край Сена Галика, римляните начело с Марк Ливий Салинатор и Гай Клавдий Нерон побеждават с помощта на картагенската тактика за обхождане на войската и самостоятелни действия на легионите. Хаздрубал загива. Следва победа на Сципион при Илипа през 206 г. над Магон и Масиниса. После римляните настъпват до Южна Испания и завземат Гадес (Cádiz). Картагенският флот, командван от Магон се оттегля на Балеарските острови, а оттам - в Генуа, за да спечели лигурите и галите за борба срещу Рим, но с това Картаген губи позиции в Испания. Сципион се връща в Рим и е избран за консул през 205 г. пр.н.е. Филип V сключва съюз с Етолийския съюз през 206 г. пр.н.е., а на следващата се помирява с Рим.

## Край на войната
През 204 пр.н.е. Сципион се прехвърля в Африка в съюз с бившия картагенски съюзник Масиниса. След римската победа край Тунес през 203 пр.н.е. и след безуспешни преговори Картаген отзовава Ханибал, а Магон умира в Северна Италия.
В решителната Битка при Зама (202 пр.н.е.) картагенската войска е унищожена, а Ханибал бяга в Хадрумет и препоръчва мир. Мирният договор включва отказ от Испания, преминаване на Нумидия под властта на Масиниса, изплащане на репарации от 10 000 таланта в продължение на 50 г., предаване на бойните кораби с изключение на 10 триери, забрана за водене на войни извън Африка, а в Африка - само с разрешението на Рим. Сиракуза е включена в провинция Сицилия. Сципион е удостоен с прозвището Африкански (Африкан) и с триумф в Рим.